# أرت تايلور
أرت تايلور (بالإنجليزية: Art Taylor) هو عازف جاز وطبال أمريكي، ولد في 6 أبريل 1929 في نيويورك في الولايات المتحدة، وتوفي بنفس المكان في 6 فبراير 1995.

## وصلات خارجية
- أرت تايلور على موقع IMDb (الإنجليزية)
- أرت تايلور على موقع ميوزك برينز (الإنجليزية)
- أرت تايلور على موقع ميوزك برينز (الإنجليزية)
- أرت تايلور على موقع أول ميوزيك (الإنجليزية)
- أرت تايلور على موقع ديسكوغز (الإنجليزية)